# Eberhard Walde
Eberhard Matthias Walde (* 27. März 1949 in Leipzig; † 16. Dezember 2011 in Salzwedel) war ein deutscher Politiker (Die Grünen).

## Leben
Eberhard Walde wurde in Leipzig geboren. Kurz vor dem Bau der Mauer flüchtete er mit seiner Familie nach Westdeutschland. Nach der Schule absolvierte Walde eine Ausbildung zum Automechaniker bei Opel.
Ende der 1970er Jahre war Walde Mitglied im Vorstand des Bundesverbandes Bürgerinitiativen Umweltschutz (BBU). Walde war einer der Organisatoren der Bonner Großdemonstrationen gegen die Nachrüstung.
Im Jahr 1980 gehörte Walde zu den Mitgründern der Partei Die Grünen. Er zählte in der Partei zum links-alternativen Spektrum. Von 1983 bis 1991 war Walde Bundesgeschäftsführer der Grünen. Er leitete die Bundeswahlkämpfe 1983 und 1987.
Im Jahr 1987 engagierte er sich gegen die geplante Volkszählung. Wegen des Aufrufs zum Abtrennen der Registriernummer auf den Volkszählungsbögen wurde er gemeinsam mit Roland Appel vom Amtsgericht Bonn zunächst zu 50 Tagessätzen wegen „Aufruf zur Sachbeschädigung“ verurteilt; in der zweiten Instanz wurde das Urteil 1988 gegen Zahlung eines Bußgeldes aufgehoben.
Walde trat, aus Enttäuschung über den Anpassungskurs an das etablierte System, 1991 aus der Partei aus.
Walde verlagerte sein Engagement und leistete im Auftrag der Schweizer Caritas humanitäre Hilfe im Nordirak und für den Verein für Humanitäre Hilfe und Entwicklungszusammenarbeit (VEH) im Kosovo.
Ende der 1990er Jahre kehrte er nach Deutschland zurück. Er zog mit seiner Lebensgefährtin und seinem Sohn Felix Walde nach Trebel im niedersächsischen Wendland und betrieb dort einen Laden für regionale Produkte. Wichtig blieb ihm das Engagement gegen das geplante Atommüllendlager in Gorleben. Unter anderem war er Schriftführer der Bürgerinitiative Lüchow-Dannenberg e. V.
Am 16. Dezember 2011 erlag Eberhard Walde im Alter von 62 Jahren einem Herzinfarkt.

## Familie
Walde ist ein Urenkel Christian Hermann Waldes. Sein Bruder ist der Geologe Detlef Walde. Er hat eine Tochter und einen Sohn.